# Bruno Chimirri

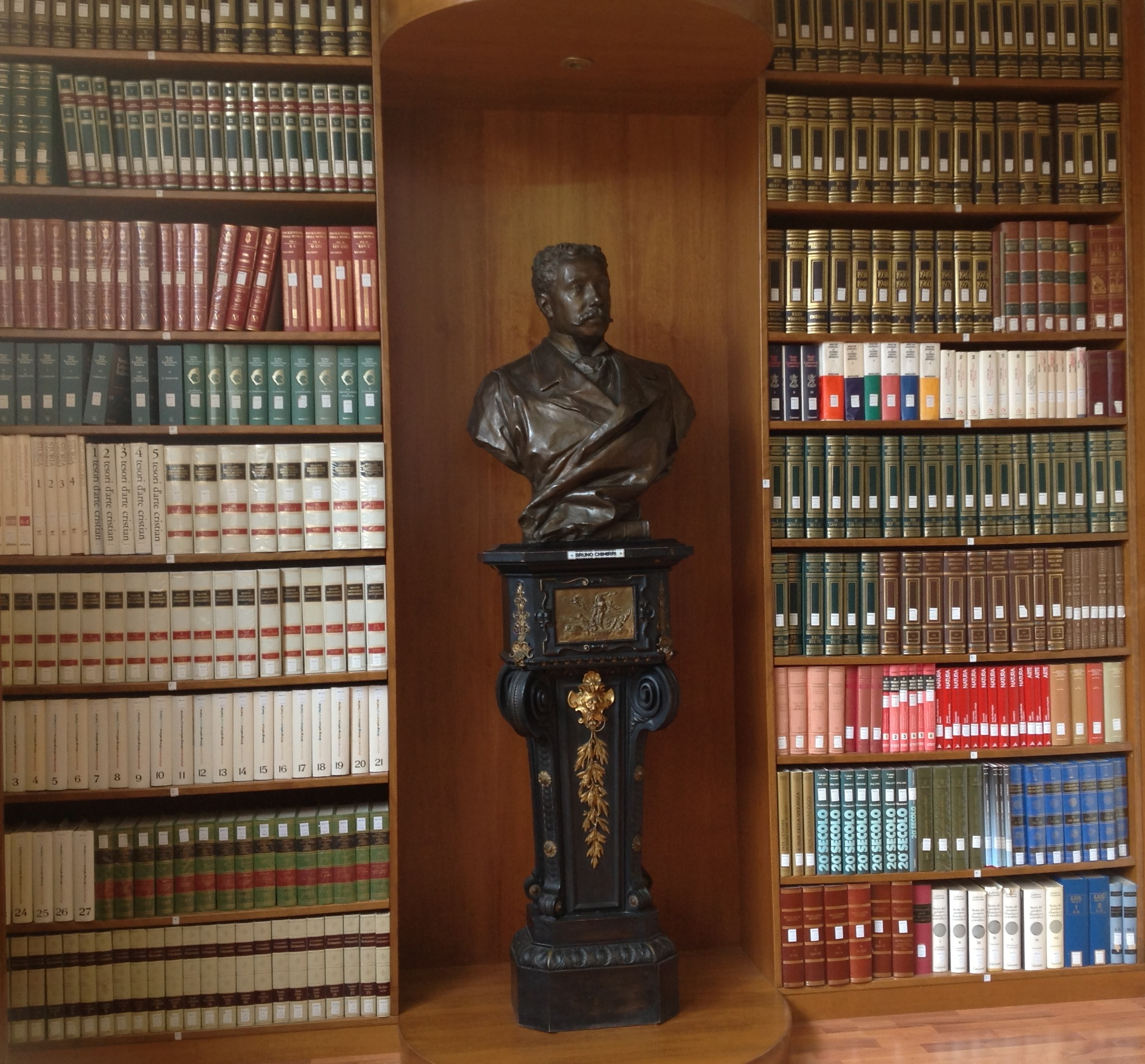
Busto bronzeo di Bruno Chimirri presso la Biblioteca a lui dedicata nella città di Catanzaro

Bruno Chimirri (Serra San Bruno, 24 gennaio 1842 – Amato, 28 ottobre 1917) è stato un politico italiano.

## Biografia

### Gli inizi
Bruno Chimirri fu iniziato in Massoneria l'8 novembre 1865 nella Loggia Domenico Romeo di Reggio Calabria.
Nel 1874 si candidò per la prima volta nel collegio di Serra San Bruno, in un periodo di diffuso malcontento e di forti turbolenze sociali, al Nord come al Sud. In tale consultazione conseguì 296 voti su 646 votanti, contro gli 82 del deputato uscente, l'avvocato Patrizio Corapi; 162 furono quelli per di Loffredo di Cassibile e 63 quelli per Nicola Santamaria.
L'affermazione fu lusinghiera ma inefficace: la Camera, sulla base degli scrutini, assegnava al di Cassibile altri 220 voti, che il seggio dell'Ufficio principale aveva annullato per «insufficiente indicazione della persona».
Ricandidatosi nelle elezioni del novembre 1876, sempre nello stesso collegio, in concorrenza con Orazio Badolisani, Francesco Antonio Ferra e l'avvocato Antonio Jannone, Chimirri ottenne 203 voti su 500 votanti in prima votazione; al successivo ballottaggio con Jannone conseguì l'85% dei consensi, 304 voti su 357.

### L'ingresso nella Camera dei deputati
Quest'inserimento del Chimirri tra la delegazione parlamentare calabrese, allora rappresentata dalle più grandi famiglie dell'aristocrazia fondiaria, è da considerarsi un evento straordinario, e ciò non solo perché Chimirri era uno sconosciuto avvocato di provincia, ma anche perché in quelle elezioni la Destra perse 156 deputati, e tra quelli eletti solo 45 riuscirono a conseguire più di 90 voti.
A tale proposito Chimirri scriveva:
In realtà Chimirri preferì collocarsi su una linea di opposizione concreta e pur impegnandosi ad operare a fianco di quella che Croce chiamava "aristocrazia spirituale", preferì l'analisi dei contenuti specifici delle misure legislative.
L'avvento della Sinistra al potere, che da alcuni fu considerato rivoluzionario, in sostanza sul piano pratico poteva modificare assai poco: Destra e Sinistra anche se in disaccordo su alcuni programmi di governo, restavano sostanzialmente d'accordo sui fini dello stato liberale. L'attività politica, in sostanza, era condizionata dal voto che proveniva dal patriziato e da quell'esile ceto di borghesia locale. Sino al 1880 l'elettorato attivo non superò mai il 5% della popolazione nazionale: votavano i maschi con più di 25 anni che sapevano leggere e scrivere e pagavano almeno 40 lire di imposte dirette.
Con il Governo Depretis – ex mazziniano convertitosi alla monarchia – il 30 aprile 1880 venne presentato il progetto di legge per l'allargamento dell'elettorato: la riduzione del censo a 19 lire, l'abbassamento di età a 21 anni, la licenza della seconda elementare. In questa circostanza il Chimirri intervenne nella discussione e pur dichiarandosi favorevole all'iniziativa, manifestò la sua perplessità per un suffragio indiscriminato e massivo. Il voto, ribadiva, «più che un diritto è una funzione, un ufficio» e questo progetto governativo «meccanico e quantitativo», va ricusato, per un criterio più selettivo basato, oltre che sul censo, sulla «specifica qualificazione professionale», che pensiamo volesse dire un titolo di studio più alto.
Un atteggiamento intollerante verso i ceti meno abbienti, l'unico che abbiamo riscontrato nella sua lunga attività di parlamentare. Infatti, nella successiva riforma elettorale del 1912 egli poneva l'accento che di fronte all'importanza assunta dal lavoro nella società moderna, ed ai progressi economici e morali raggiunti dal popolo italiano, non era più lecito tenere lontane dalle urne politiche le classi popolari, «che avevano la capacità politica, se non la scienza dell'alfabeto».

### Le rielezioni
La politica del Chimirri, che andò sempre più affinandosi per la sua assidua partecipazione ai lavori della Camera, si identificò con gli ideali etici e politici del liberalismo moderato e in particolare con la tradizione conservatrice e illuminata della Destra storica. Sempre su posizioni d'equilibrato realismo, egli si mostrò contrario ad ogni forma di protezionismo economico e si pose in dissenso su gran parte dei provvedimenti presentati dalla Sinistra depretisiana, tanto da conquistare simpatie anche fra i dissidenti della Sinistra nicoterina e crispina. Questa sua attiva opposizione, sempre finalizzata alla ricerca dei contenuti specifici delle misure legislative, lo portò a consolidare sempre più il suo prestigio, tanto che alle elezioni del 1880 fu eletto al primo scrutinio con 392 voti su 441 votanti contro il concorrente Vincenzo Calcaterra, che ne ottiene solo 44.
Con la riforma elettorale del 1882 che prevedeva lo scrutinio di lista in luogo del sistema uninominale, fu rieletto nel collegio di Catanzaro I il 29 ottobre dello stesso anno, ottenendo 5 542 voti. Fu poi riconfermato il 23 maggio 1886 con 5 902 voti e il 23 novembre 1890 con 7 423 voti.
Ripristinato il collegio uninominale, venne nuovamente eletto nel collegio di Serra il 6 novembre 1892 con 2 060 voti su 2 307 votanti e ininterrottamente riconfermato in quelle successive del maggio 1895 con 1 242 voti su 1 336 votanti, del marzo 1897 con 793 voti su 1 577 votanti, del giugno 1900 con 1 155 voti su 1 386 votanti, del novembre 1904 con 1 011 voti su 1 541 votanti e del marzo 1909 con 1 334 voti su 1 505 votanti. Il 16 ottobre 1913, dopo 11 legislature — dalla XIII alla XXIII — Chimirri ottenne la nomina a senatore del Regno per la terza categoria.

### L'ingresso in Senato
La sua attività parlamentare lo vide impegnato come relatore nel disegno di legge governativo sui principi fondamentali del sistema delle assicurazioni sociali contro gli infortuni sul lavoro, progetto che per l'abilità con cui fu condotto, venne approvato, a differenza dei precedenti, in sede referente. Il provvedimento, però, giunto in aula nel maggio 1885, fu talmente stravolto da costringere il Chimirri a schierarsi contrario al parere del governo, che voleva riconoscere la responsabilità oggettiva del datore di lavoro negli infortuni capitati al prestatore d'opera. 
L'azione del Chimirri risultò inoltre presente in tutte quelle disposizioni governative riguardanti le Opere pie: nell'abolizione delle decime sacramentali del 1887; nella discussione del nuovo codice Zanardelli contro gli articoli che punivano gli abusi dei ministri di culto nel 1888; nella legge crispina del 1889, che sanciva l'esclusione del clero dall'amministrazione delle congregazioni di carità; tutti interventi al rispetto e la salvaguardia di quegli enti morali secondo lo spirito e la finalità da cui erano scaturiti. Ebbe una posizione sempre favorevole alla Chiesa; un convincimento ideologico laico ma transigente, e più finalizzato a non inasprire ulteriormente i rapporti col clero, né alienare dallo Stato «tanta copia di forze morali, che gli sono devote».
A difesa dell'infanzia abbandonata riuscì a fare abolire la ruota dei trovatelli sostituendola col brefotrofio provinciale.
Con l'insediamento alla presidenza di Giovanni Giolitti, di cui Chimirri fu coerente avversario, ed i provvedimenti annunciati in favore della Basilicata, egli fu designato dai deputati calabresi, abruzzesi e molisani, come unico oratore a tutela degli interessi meridionali. Il Chimirri, in un acceso intervento ad alto livello (giugno 1906), dopo aver criticato il Governo per non aver saputo affrontare i problemi del Mezzogiorno nel suo complesso, definiva le condizioni della Calabria, con una serie di dati e confronti, «non meno lacrimevoli della Basilicata», per poi concludere invocando per tutto il Mezzogiorno provvedimenti «di indole generale», come l'esercizio del credito agrario, i rimboschimenti, la sistemazione idraulica, le bonifiche. Con quest'epilogo, e con quello sul suffragio quasi universale del 1912 egli si lasciava alle spalle quel conservatorismo intransigente e s'avvicinava, con convinzioni più aperte, alle necessità della terra che rappresentava.
Coll'approssimarsi del conflitto, avversò l'interventismo del Salandra e nel suo importante discorso al Senato del 18 dicembre 1914 si schierò, senza mezzi termini, a fianco della classe più autorevole meridionale, sia finanziaria sia intellettuale, mettendo a disposizione del governo la sua lunga amicizia con l'ambasciatore tedesco principe von Bülow al fine d'evitare l'intervento.
Tra le cariche più importanti ricoperte ricordiamo quella di ministro dell'Agricoltura (febbraio - dicembre 1891) e poi  quella di Guardasigilli sotto il I governo di Rudinì (gennaio-maggio 1892). Questo fu un Gabinetto breve che liquidò alla meno peggio la questione africana e governò sotto l'incubo della questione morale ereditata da Crispi.
Fu vicepresidente della Camera nella XIX legislatura dal 16 giugno 1895 al 3 marzo 1897, ministro delle Finanze con l'interim del Tesoro (giugno 1900 - febbraio 1901) nel breve, quanto tormentato Governo Saracco, tristemente noto per il regicidio di re Umberto I e per la grande ondata di scioperi in tutto il Paese. Ricoprì, infine, la carica di commissario governativo per la gestione e l'esercizio della tutela degli orfani del terremoto del dicembre 1908.
Ritiratosi a Serra San Bruno, dove era nato, moriva nella vicina Amato il 28 ottobre 1917.